# Andrzej Tomza
Andrzej Jan Mikołaj Tomza (ur. 6 sierpnia 1931 w Lublinie, zm. 17 lipca 2006 w Chełmie) – polski sportowiec, olimpijczyk, reprezentant Polski w strzelectwie sportowym. Zawodnik m.in. Wawelu Kraków i Lublinianki.

## Życiorys
Uczeń Gimnazjum i Liceum im. Stefana Czarnieckiego w latach 1944–1950. W 1950 roku zdał maturę i zatrudnił się w Państwowej Odlewni Żeliwa nr 2 w Chełmie. W 1951 został przyjęty na wydział Mechaniki Konstrukcyjnej Politechniki Warszawskiej, gdzie aby realizować swoją pasję stworzył w ramach AZS międzyuczelnianą sekcję strzelecką, a w styczniu 1952 zorganizował zawody strzeleckie.
W 1955 skończył studia i zajął się indywidualnym strzelaniem. W 1958 wziął udział w Mistrzostwach Świata w Moskwie a następnie wystąpił na Mistrzostwach Europy w Mediolanie. Był zawodnikiem kolejno Służby Polsce, AZS Warszawa, Wawelu Kraków i Lublinianki.
W 1960 wziął udział w Letnich Igrzyskach Olimpijskich w Rzymie, gdzie w dyscyplinie pistoletu dowolnego na 50 m zajął 28. miejsce.
W 1958 roku opatentował wynalazek, którym było urządzenie do obracania tarcz sylwetkowych przy strzelaniu pistoletowym. Dziś jest to znane urządzenie, wykorzystywane do treningów i zawodów strzeleckich przez sportowców, wojsko, policję i służby specjalne na całym świecie.
W 1964 zagwarantował sobie występy na Letnich Igrzyskach Olimpijskich w Tokio, jednak ze względu na wypadek motocyklowy, w którym złamał nogę, nie wziął w nich udziału. Po tym wydarzeniu postanowił zakończyć swoją karierę w strzelectwie sportowym, ale następnie zajął się strzelectwem myśliwskim.
W 1968 roku został „Polakiem Roku”.
W 1987 roku zainicjował i rozpoczął częściowo z własnych środków budowę strzelnicy myśliwskiej w Chełmie Lubelskim. Do dziś odbywają się na niej zawody w strzelectwie myśliwskim.
W latach 80. otworzył jeden z pierwszych w Polsce zakładów rusznikarskich. Wytwarzał w nim broń myśliwską oraz bezinteresownie naprawiał broń sportową dla lubelskich szkolnych sekcji strzeleckich. Jako wieloletni myśliwy wielokrotnie brał udział w zawodach myśliwskich na terenie całego kraju gdzie niejednokrotnie zajmował pierwsze lokaty. Posiadał tytuł Mistrza Strzelectwa Myśliwskiego.
17 lipca 2006 zginął śmiercią tragiczną zamordowany w przydomowym ogrodzie.